# Laramie County
Laramie County är ett administrativt område i delstaten Wyoming, USA. År 2010 hade countyt 91 738 invånare. Den administrativa huvudorten (county seat) är Cheyenne, som även är delstaten Wyomings huvudstad.

## Geografi
Enligt United States Census Bureau har countyt en total area på 6 961 km², varav 6 957 km² är land och 4 km² är vatten. 

### Angränsande countyn
- Goshen County, Wyoming - nord-nordöst
- Banner County, Nebraska - nordöst
- Kimball County, Nebraska - öst
- Weld County, Colorado - syd
- Larimer County, Colorado - sydväst
- Albany County - väst
- Platte County - nord-nordväst

## Orter

### Större städer (Cities)
- Cheyenne, delstatshuvudstad och huvudort i Laramie County.

### Småstäder (Towns)
Följande städer har kommunalt självstyre och mindre än 4 000 invånare.
- Albin
- Burns
- Pine Bluffs

### Census-designated places
Följande orter saknar kommunalt självstyre och administreras direkt av countyt:
- Carpenter
- Fox Farm-College
- Hillsdale
- Ranchettes
- South Greeley
- Francis E. Warren Air Force Base

### Andra orter
- Archer
- Egbert
- Granite
- Horse Creek
- Meriden